# Værlandet
Værlandet ist eine Insel in der Kommune Askvoll in der Provinz Vestland im Westen Norwegens und hat 147 Einwohner (Stand 2025).

## Geografie
Die Insel Værlandet liegt ca. 16 km westlich der Küste von Askvoll und ist nur per Fährverbindung erreichbar.
Die westlich gelegene Inselgruppe Bulandet ist über sechs Brücken mit Værlandet verbunden.

## Wirtschaft und Infrastruktur
Die wichtigsten Einkommensquellen sind die Fischerei und die Fischzucht. Daneben wächst der Tourismus sowie der Export von hochqualitativem Naturstein (Grünsteinbruch).